# Moustafa Al-Qalini
Moustafa Ahmad Hassan Esmail Al-Qalini (en arabe : مصطفى احمد حسن اسماعيل القليني est un boxeur égyptien né le 23 juillet 1965 à El-Mahalla el-Koubra.

## Carrière
Aux Jeux olympiques d'été de 1988 à Séoul, Moustafa Al-Qalini est éliminé au deuxième tour dans la catégorie des poids mi-mouches par le Philippin Leopoldo Serantes.
Il est médaillé d'or dans la catégorie des poids mouches aux Jeux africains du Caire en 1991, s'imposant en finale contre le Nigérian Moses Malagu.
Aux Jeux olympiques d'été de 1992 à Barcelone, il est éliminé au premier tour dans la catégorie des poids mouches par le Nord-Coréen Choi Chol-su.
Il est ensuite médaillé d'or aux Jeux méditerranéens de Narbonne en 1993 et médaillé de bronze aux Jeux africains de Harare en 1995 dans la catégorie des poids mouches.